# ウラル航空1383便不時着事故
ウラル航空1383便不時着事故は、2023年9月12日にロシアで発生した航空事故である。

## 概要
ソチ国際空港発オムスク・ツェントラーリヌイ国際空港行きだったウラル航空1383便はエアバスA320型機で運航され、159名の乗客と6名の乗員が搭乗していた。オムスクへの最終進入中、パイロットは着陸復行（ゴーアラウンド）を試み、油圧の故障でブレーキに影響があることを報告した。そのため、オムスク（2500m）より長い滑走路があるノヴォシビルスク（3600m）に目的地変更を行った。この2つの空港間の距離は600km程度であった。
しかし、油圧の故障により降着装置のドアが閉まらない状態となり、強い向かい風も相まって空気抵抗による燃料の消費量が増加した。1383便のパイロットはノヴォシビルスクに到達できない可能性を考慮し、開けた土地への不時着を決断した。1383便は空港から180km離れた、ノヴォシビルスク州ウビンスキー地区カメンカ（en:Kamenka, Ubinsky District, Novosibirsk Oblast）の村近辺に不時着した。
乗員乗客165人全員が緊急脱出に成功し、死傷者は報告されていない。

## 事故機
事故機は2004年2月2日に初飛行したエアバスA320-214（製造番号:2166）で、CFMインターナショナル CFM56-5B4/Pエンジンを搭載していた。
製造後はエア・アラビアに2004年3月23日に引き渡され、機体記号はアラブ首長国連邦籍のA6-ABBとして登録されていた。7年後の2011年3月23日、エア・アラビア・モロッコに移籍し、モロッコ籍のCN-NMEとして登録された。2013年5月8日にはウラル航空に移籍し、バミューダ籍のVP-BMWとして登録された。その後、ロシアのウクライナ侵攻に伴う制裁により、バミューダでの耐空証明を取り消されたことから、2022年3月25日にはロシア籍のRA-73805として再登録された。